# Circoscrizioni di Trento

Mappa delle circoscrizioni di Trento

Le circoscrizioni di Trento sono le 12 unità amministrative in cui è suddiviso il comune di Trento.
1. Gardolo - formato dai sobborghi di Gardolo, Melta, Roncafort, Canova, Spini, Ghiaie;
2. Meano - formato dai sobborghi di Meano, Vigo Meano, Cortesano, Gazzadina, San Lazzaro, Gardolo di Mezzo;
3. Bondone - formato dai sobborghi di Sopramonte, Cadine, Vigolo Baselga, Baselga del Bondone, Candriai (parziale), Vaneze, Norge, Vason, Piana delle Viote;
4. Sardagna - formato dai sobborghi di Sardagna, Candriai, Pra della Fava e Vaneze (parziale);
5. Ravina-Romagnano - formato dai sobborghi di Ravina, Romagnano, Belvedere;
6. Argentario - formato dai sobborghi di Cognola, Martignano, maso Bolleri, Montevaccino, Tavernaro, Villamontagna, Moià, San Donà, San Vito;
7. Povo - formato dai sobborghi di Povo (Sprè, Panté, Salé), Oltrecastello, Passo del Cimirlo, Gabbiolo, Mesiano, Celva;
8. Mattarello - formato dai sobborghi di Mattarello e Valsorda;
9. Villazzano - formato dai sobborghi di Villazzano, Grotta, San Rocco e località di malga Maranza, rifugio Bindesi;
10. Oltrefersina - formato dai quartieri cittadini di Bolghera, Clarina, San Bartolomeo, Madonna Bianca, Man, Villazzano Tre, Casteller;
11. San Giuseppe-Santa Chiara - formato dai quartieri cittadini di San Giuseppe, San Pio X, Santa Chiara, Santa Croce, Laste, Cervara (numeri civici pari), Santa Maria;
12. Centro Storico-Piedicastello - formato dai quartieri cittadini del centro storico (Androne, Contrada Todesca, San Pietro, Duomo, Sass, ecc.), Piedicastello, Cristo Re, San Martino, Solteri - Centochiavi, Vela, Cervara e Spalliera (numeri civici dispari).

## Circoscrizioni
| Circoscrizione    | Nome                         | Superficie in ettari | Popolazione | Note  |
| ----------------- | ---------------------------- | -------------------- | ----------- | ----- |
| Circoscrizione 1  | Gardolo                      | 881,80               | 14808       | [ 3 ] |
| Circoscrizione 2  | Meano                        | 1571,22              | 4965        | [ 3 ] |
| Circoscrizione 3  | Bondone                      | 3694,96              | 5387        | [ 3 ] |
| Circoscrizione 4  | Sardagna                     | 866,31               | 1107        | [ 3 ] |
| Circoscrizione 5  | Ravina-Romagnano             | 1668,78              | 5046        | [ 3 ] |
| Circoscrizione 6  | Argentario                   | 1319,94              | 12620       | [ 3 ] |
| Circoscrizione 7  | Povo                         | 1543,33              | 5821        | [ 3 ] |
| Circoscrizione 8  | Mattarello                   | 1640,96              | 6163        | [ 3 ] |
| Circoscrizione 9  | Villazzano                   | 734,29               | 5038        | [ 3 ] |
| Circoscrizione 10 | Oltrefersina                 | 696,21               | 19156       | [ 3 ] |
| Circoscrizione 11 | San Giuseppe-Santa Chiara    | 307,33               | 17481       | [ 3 ] |
| Circoscrizione 12 | Centro storico-Piedicastello | 859,95               | 20696       | [ 3 ] |